# BBC News
BBC News — операционное подразделение компании Би-би-си (BBC), отвечающее за сбор и трансляцию новостей и текущих событий. Этот отдел является крупнейшей в мире вещательной новостной организацией и ежедневно транслирует около 120 часов теле- и радиовещания, а также освещает новости в Интернете. BBC News содержит 50 зарубежных новостных бюро с более чем 250 корреспондентами по всему миру. С января 2018 года директором по новостям и текущим событиям является Фрэн Ансворт.
Годовой бюджет отдела превышает 350 млн фунтов стерлингов; в нём работает 3500 сотрудников, 2000 из которых — журналисты. Подразделения внутренних, международных и онлайн-новостей BBC News размещены в крупнейшей в Европе редакции новостей в Broadcasting House в центре Лондона. Парламентские репортажи производятся и транслируются из лондонских студий. У BBC также есть региональные центры по всей Англии и национальные новостные центры в Северной Ирландии, Шотландии и Уэльсе, курируемые отделом BBC English Regions. В каждой стране и каждом регионе Англии выпускаются свои собственные программы местных новостей, а также другие местные программы, в том числе спортивные.
Финансируется из налогов граждан Великобритании.